# Слова Ісуса на Хресті

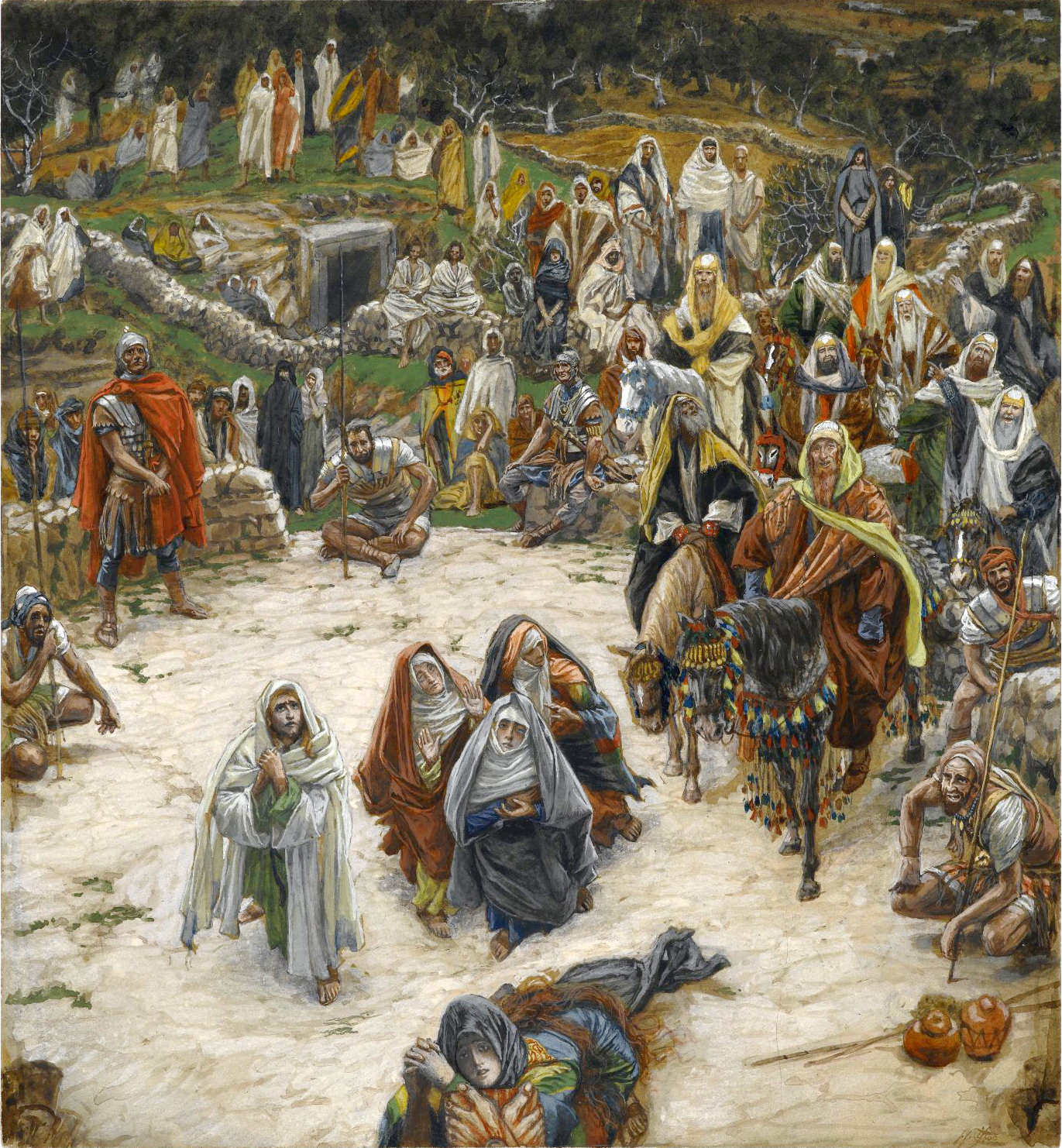
Розп'яття, вид з хреста Джеймса Тіссо, прибл. 1890 рік.

Слова Ісуса на Хресті (іноді їх називають Сімома останніми словами з хреста) — це повідомлень слів, які в Біблії приписуються під час Його розп'яття. Традиційно короткі повідомлення називають «словами».
Сім повідомлень зібрано з чотирьох канонічних Євангелій. У Матвія та Марка Ісус волає до Бога. У Євангелії від Луки він прощає своїх убивць, заспокоює злодія, що кається, і вручає свій дух Отцеві. В Івана він розмовляє зі своєю матір'ю, каже, що спрагне, і проголошує кінець свого земного життя. Це приклад християнського підходу до побудови євангельської гармонії, у якій матеріал з різних євангелій поєднується, створюючи розповідь, яка виходить за межі кожного євангелія.
З XVI століття ці вислови широко використовувалися в проповідях у Страсну п'ятницю, і були написані цілі книги, присвячені їх богословському аналізу. Сім останніх слів із Хреста є невід'ємною частиною літургії в католицькій, протестантській та інших християнських традиціях. Кілька композиторів поклали вислови на музику.

## Огляд
У наведеній нижче таблиці сім повідомлень розташовано відповідно до їхнього традиційного порядку. Проте всі сім висловлювань не можна знайти в жодній розповіді про розп'яття Ісуса. Упорядкування — це гармонізація текстів кожного з чотирьох канонічних Євангелій. Три висловлювання зустрічаються лише в Луки, а три — лише в Івана. Ще один вислів зустрічається як у Євангелії від Матвія, так і в Євангелія від Марка, а інший («Звершилося») лише прямо цитується в Євангелії від Івана, але згадується в Євангеліях від Матвія та Марка.
Цитати тут і в цій статті взяті з перекладу Івана Огієнка, якщо не вказано інше.
| Висловлювання Ісуса на хресті                                         | Євангеліє від | Євангеліє від | Євангеліє від | Євангеліє від | Псалом             |
| Висловлювання Ісуса на хресті                                         | Матвій        | Марко         | Лука          | Іван          | Псалом             |
| --------------------------------------------------------------------- | ------------- | ------------- | ------------- | ------------- | ------------------ |
| Отче, відпусти їм, бо не знають, що чинять вони!                      |               |               | 23:34         |               |                    |
| Поправді кажу тобі: ти будеш зо Мною сьогодні в раю!                  |               |               | 23:43         |               |                    |
| Оце, жоно, твій син! Оце мати твоя!                                   |               |               |               | 19:26–27      |                    |
| Боже Мій, Боже Мій, нащо Мене Ти покинув? (Елі, Елі, лама савахтані?) | 27:46         | 15:34         |               |               | 22:2               |
| Прагну!                                                               |               |               |               | 19:28         | 22:16, 69:22, 42:1 |
| Звершилось!                                                           |               |               |               | 19:30         | 22:32              |
| Отче, у руки Твої віддаю Свого духа!                                  |               |               | 23:46         |               | 31:5               |

### Теологічні тлумачення
Традиційно ці сім повідомлень називають словами:
1. прощення,
2. спасіння,
3. стосунки,
4. залишення,
5. лихо,
6. тріумф і
7. возз'єднання.[1]

Висловлювання є частиною Хресної дороги, християнського роздуму, який часто використовують під час Великого посту, Страсного тижня та Страсної п'ятниці.
Домініканський автор Тімоті Редкліфф вважає число сім важливим, як число досконалості в Біблії. Він пише, що оскільки Бог створив світ за сім днів, «ці сім слів належать до Божого завершення цього творіння».

### Історичність
Джеймс Данн вважає, що сім висловів слабко вкорінені в традиції, і бачить їх як частину розробок у різноманітних переказах останніх годин Ісуса. Однак він наводить аргументи на користь автентичності висловів Марка/Матвія, в яких Ісус ніби описує себе як покинутого Богом. Це було б збентеженням для ранньої Церкви, а отже, ймовірно, не було б винайдено. Леслі Гоулден припускає, що Лука, можливо, навмисно виключив це висловлювання зі свого Євангелія, оскільки воно не відповідало моделі Ісуса, яку він представляв.

## Сім повідомлень

### 1. Отче, відпусти їм, бо не знають, що чинять вони
Ці перші слова Ісуса на хресті традиційно називають «Словом прощення». Теологічно це тлумачиться як молитва Ісуса про прощення для римських солдатів, які розпинали його, і всіх інших, хто був причетний до його розп'яття.
Деякі ранні рукописи не містять цього речення в Луки 23:34. Вчені-біблеїсти, такі як Барт Ерман, стверджували, що це було опущено деякими книжниками через антиіудейські настрої приблизно у другому столітті.

### 2. Ти будеш зо Мною сьогодні в раю!
Цей вислів традиційно називають «Слово спасіння». За Євангелієм від Луки, Ісус був розіп'ятий між двома розбійниками (традиційно іменуваними Дісмасом і Гестасом), один з яких підтримує невинність Ісуса і просить його згадати про нього, коли він прийде в його царство. Ісус відповідає: «Істинно кажу тобі…» (дав.-гр. ἀμήν λέγω σοί, трансліт. amēn legō soi), супроводжується єдиною появою слова «Рай» в Євангеліях (дав.-гр. παραδείσω, трансліт. paradeisō, що походить від перської pairidaeza, «райський сад»).
Здавалося б, проста зміна пунктуації в цьому вислові стала предметом доктринальних розбіжностей між християнськими групами через відсутність пунктуації в оригінальних грецьких текстах. Католики і більшість християн-протестантів зазвичай використовують версію, яка читає «сьогодні ти будеш зі мною в раю». Це читання передбачає пряму подорож до Небес і не має наслідків чистилища. З іншого боку, деякі протестанти, які вірять у сон душі, використовували читання, яке наголошує на «я кажу вам сьогодні», залишаючи відкритою можливість того, що заява була зроблена сьогодні, але прибуття на небеса може відбутися пізніше.

### 3. Оце, жоно, твій син! Оце мати твоя!

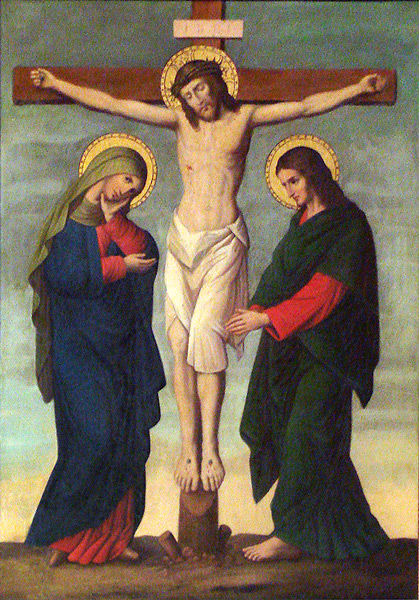
Розп'яття, зображене як Stabat Mater з Дівою Марією, Порту-Алегрі, Бразилія, ХІХ століття.

Цей вислів традиційно називають «Словом про стосунки», і в ньому Ісус доручає Марію, Свою матір, опіці «учня, якого Ісус любив».
Ісус також звертається до своєї матері як до «жони» в Івана 2:4. Хоча це звучить зневажливо англійською, грецьке слово означає повагу або ніжність. Католицькі коментатори на основі цих двох уривків часто пов'язують Марію з «жінкою» Буття 3:15 та «жінкою, зодягненою в сонце» в Об'явленні 12, і тому бачать цей титул «жона» як виправдання для вшанування Марії як другої Єви.

### 4. Боже Мій, Боже Мій, нащо Мене Ти покинув?
Це єдиний вислів, який зустрічається більш ніж в одному Євангелії і є цитатою з Псалма 22:1. В обох розповідях слова, сказані Ісусом, були транслітеровані з арамейської на грецьку, і між двома версіями є невеликі відмінності (Марк: Ἐλωΐ, Ἐλωΐ, λαμὰ σαβαχθανί ; Матвій: Ἠλί, Ἠλί, λεμὰ σαβαχθανί). Ці відмінності, швидше за все, зумовлені діалектом. На версію Матвія, здається, більше вплинув іврит, тоді як версія Марка, мабуть, більш розмовна. 
У віршах, що йдуть одразу після цього вислову в обох Євангеліях, глядачі, які чують крик Ісуса, помилково вважають, що він кличе на допомогу Іллю.
Деякі сприймають цей вислів як залишення Батьком Сина. Інше тлумачення стверджує, що в той момент, коли Ісус узяв на себе гріхи людства, Батько мав відвернутися від Сина, тому що Батько «очі чистіші, щоб бачити зло, і не може дивитися на зло». Інші богослови розуміють крик як крик того, хто був справді людиною і почувався покинутим. Убитий своїми ворогами, здебільшого покинутий друзями, він, можливо, також почувався покинутим Богом.
Інші бачать ці слова в контексті Псалма 22 і припускають, що Ісус процитував ці слова, можливо, навіть цілий псалом, «щоб Він міг показати, що Він є самою Істотою, до якої ці слова стосуються; щоб єврейські книжники та люди могли перевірити і побачити причину, чому він не хотів зійти з хреста, а саме тому, що саме цей псалом показав, що було призначено, щоб він мав це страждати».
Хоча автори євангелій транслітерують слова Ісуса як лама савахтані, фраза, яка міститься в Псалмі 22, є lama azavtani (למה עזבתני). Azavtani перекладається як «залишений, покинутий, покинутий», але слово sabachthani не зустрічається в жодному ранньому єврейському тексті. Воно може походити від zavah, що означає «приносити в жертву, забивати», і в цьому випадку це слово, можливо, було вибрано, щоб підкреслити зв'язок між розп'яттям Ісуса та пасхальною жертвою.
А. Т. Робертсон зауважив, що "так зване від Петра 1.5 зберігає цей вислів у докетичній (керинфській) формі: "Моя сила, моя сила, ти мене покинула!

### 5. Прагну!
Це твердження традиційно називається «Словом горя» і порівнюється та протиставляється зустрічі Ісуса з самарянкою біля колодязя в Івана 4.
Лише Іван записав це слово, але всі чотири Євангелія розповідають, що Ісусу запропонували випити кислого вина (можливо, малася на увазі поска, напій римських солдатів). У Марка та Матвія губка була змочена вином і піднесена до Ісуса на очеретині; Іван говорить те саме, але стверджує, що губка була прикріплена до гілки ісопу. Це могло мати символічне значення, оскільки гілки ісопу часто згадуються в Старому Завіті в контексті використання жертовної крові для ритуального очищення.
Це твердження Ісуса тлумачиться Іваном як виконання пророцтва, даного в Псалмі 69:21, «у моїй спразі напоїли мене оцтом»; тому цитата з Євангелія від Іоанна містить коментар «щоб сповнилося Писання». В Єрусалимській Біблії є перехресне посилання на Псалом 22:15: «піднебіння моє сухіше за черепок, а язик мій прилип до щелепи моєї».

### 6. Звершилось!

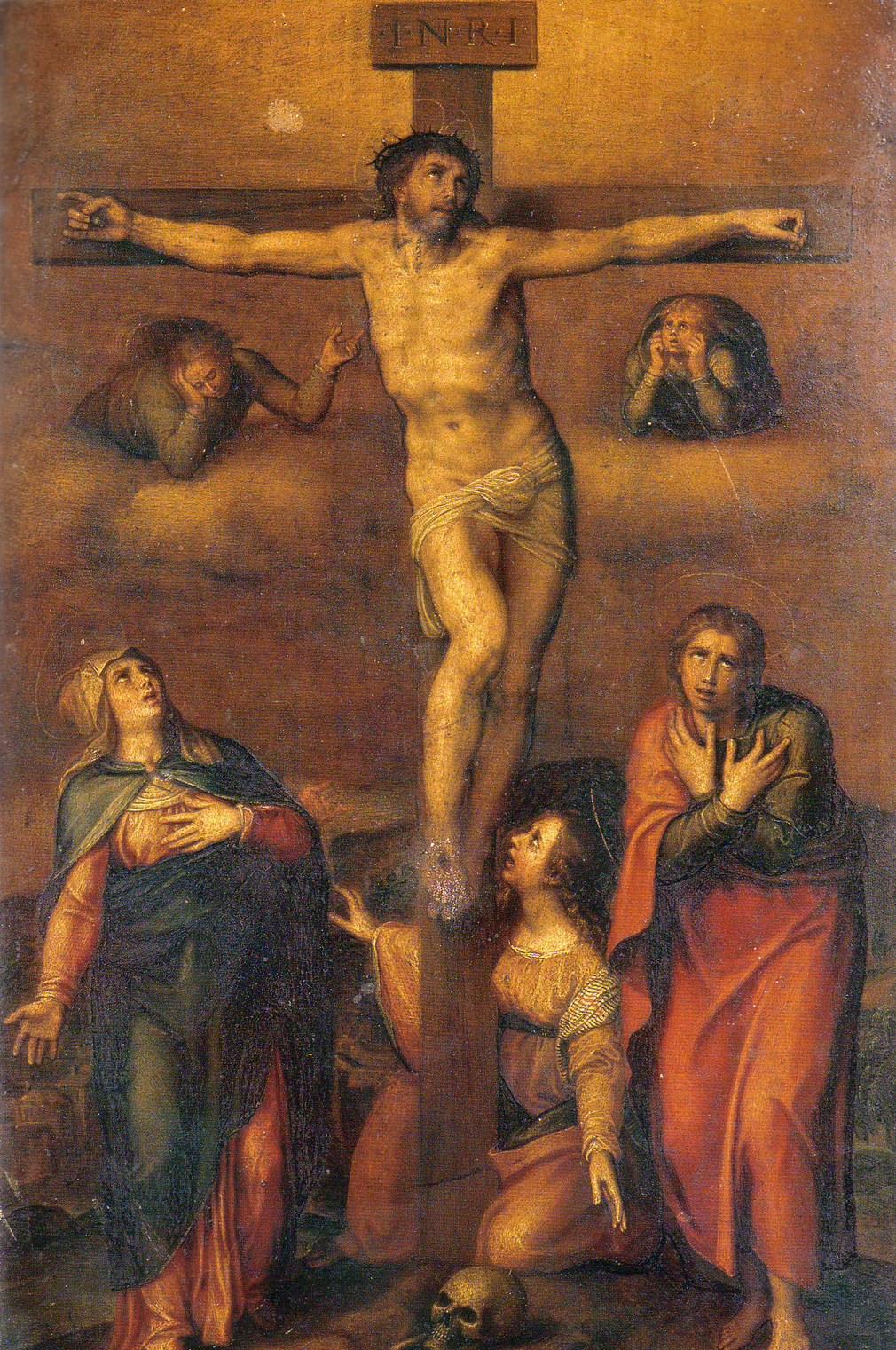
Мікеланджело: Розп'яття Христа, 1540

Цей вислів традиційно називають «Словом тріумфу» і теологічно тлумачать як оголошення про кінець земного життя Ісуса в очікуванні Воскресіння.
Грецьке слово, перекладене як «Звершилося», — tetelestai (τετέλεσται). Вірш також перекладено як «Воно завершено». У ділових документах або квитанціях він використовувався для позначення «Борг сплачено повністю».
Висловлювання після споживання напою та безпосередньо перед смертю згадується, але не цитується прямо в Марка 15:37 та Матвія 27:50 (в обох сказано, що Ісус «закричав гучним голосом і віддав духа»).

### 7. Отче, у руки Твої віддаю Свого духа!
З Псалма 31:5 цей вислів, який є оголошенням, а не проханням, традиційно називається «Словом возз'єднання» і теологічно тлумачиться як проголошення Ісуса про приєднання до Бога Отця на Небесах.
Слова Луки 23:46 або повніше Псалом 31:5 згодом стали вважати останніми словами відомих людей, особливо тих, хто вважався побожними християнами, наприклад мучеників або святих. До них належать апостол Пилип (помер 80 р. н. е.), Василій Великий (379 р. н. е.), Карл Великий (помер 814 р.), Ансґар (865 р.), Томас Бекет (1170), Ян Гус (1415), Христофор Колумб (1506), Людовіка Альбертоні (1533), Мартін Лютер (1546), Джордж Вішарт (1546), леді Джейн Грей (1554), її батько Генрі, герцог Саффолк (1555), Томас Вілланова (1555), Марія, королева Шотландії (1587), Алоїзій Гонзага (1591), Торквато Тассо (1595), Турібій Могровехський (1606), Джон Бруен (1625), Джордж Герберт (1633), Ковенантери, включаючи Г'ю Маккейла (1666) і Джеймса Ренвіка (1688), і Крістіан Фрідріх Шварц (1798).

## Подальше читання
- Anderson-Berry, David (1871). The Seven Sayings of Christ on the Cross. Glasgow: Pickering & Inglis Publishers.
- Knecht, Friedrich Justus (1910). The Seven Last Words on the Cross and the Death of our Lord . A Practical Commentary on Holy Scripture. B. Herder.
- Long, Simon Peter (1966). The Wounded Word: A Brief Meditation on the Seven Sayings of Christ on the Cross. Baker Books.
- Pink, Arthur (2005). The Seven Sayings of the Saviour on the Cross. Baker Books. ISBN 0-8010-6573-9.
- Rutledge, Fleming (2004). The Seven Last Words From The Cross. Eerdmans Publishing Company. ISBN 0-8028-2786-1.